# Bactrocera bakeri
Bactrocera bakeri
 es una especie de díptero que Bezzi describió por primera vez en 1919. Bactrocera bakeri pertenece al género Bactrocera de la familia Tephritidae. Esta especie como plaga agrícola ha sido atacada por los agricultores en Filipinas.